# Spilobotys arctioides
Spilobotys arctioides är en fjärilsart som beskrevs av Butler 1887. Spilobotys arctioides ingår i släktet Spilobotys och familjen nattflyn. Inga underarter finns listade i Catalogue of Life.

## Bildgalleri

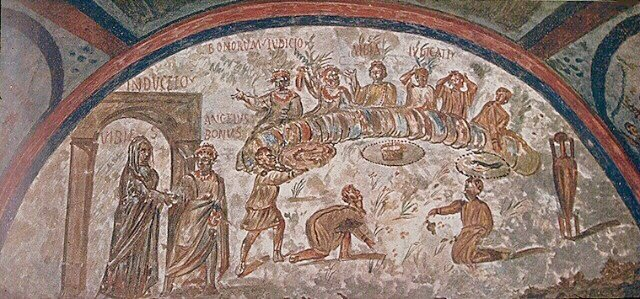
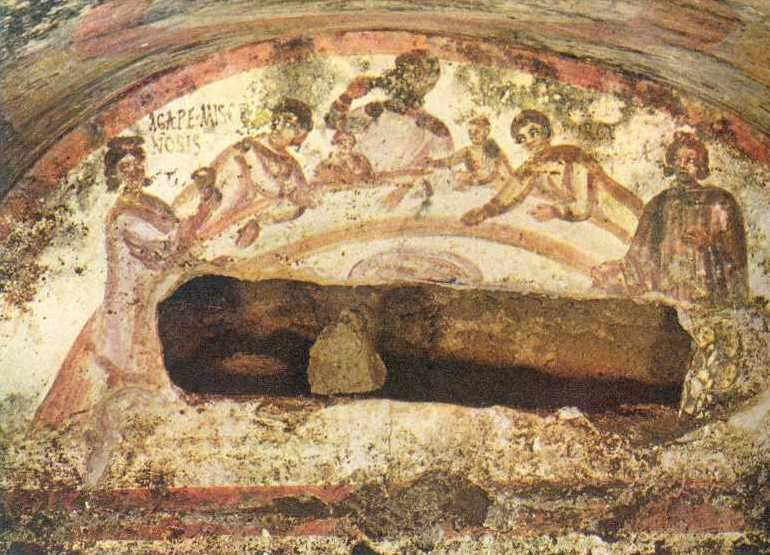
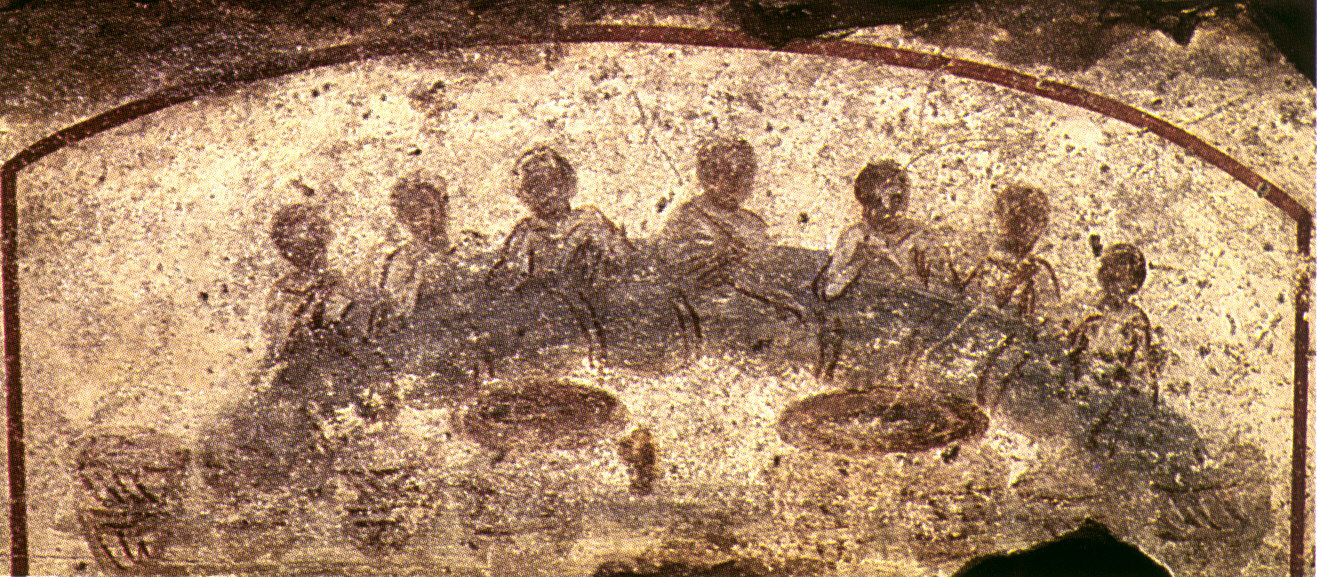